# Meilleurs buteurs du championnat d'Allemagne de football
Cet article liste les meilleurs buteurs du championnat d'Allemagne de football depuis sa création en 1963.
L'Allemand Gerd Müller est le meilleur buteur de l'histoire du championnat d'Allemagne avec 365 buts.

## Classement général
Ce tableau présente le classement des meilleurs buteurs de l'histoire du Championnat d'Allemagne de football.
Les joueurs évoluant actuellement en Bundesliga sont inscrits en caractères gras.
| Rang | Joueur                | Période   | Clubs successifs | Matchs | Ratio | Buts |
| ---- | --------------------- | --------- | --- | ------ | ----- | ---- |
| 1    | Gerd Müller           | 1965-1979 | Bayern Munich (365) | 427    | 0,85  | 365  |
| 2    | Robert Lewandowski    | 2010-2022 | Borussia Dortmund (74), Bayern Munich (238)                                                                                        | 384    | 0,81  | 312  |
| 3    | Klaus Fischer         | 1968-1988 | TSV 1860 Munich (28), Schalke 04 (182), 1. FC Cologne (31), VfL Bochum (27)                                                        | 535    | 0,50  | 268  |
| 4    | Jupp Heynckes         | 1965-1978 | Borussia Mönchengladbach (195), Hanovre 96 (25)                                                                                    | 369    | 0,60  | 220  |
| 5    | Manfred Burgsmüller   | 1969-1990 | Rot-Weiss Essen (32), Borussia Dortmund (135), 1. FC Nuremberg (12), Werder Brême (34)                                             | 447    | 0,48  | 213  |
| 6    | Claudio Pizarro       | 1999-2020 | Werder Brême (109), Bayern Munich (87), 1. FC Cologne (1)                                                                          | 490    | 0,40  | 197  |
| 7    | Ulf Kirsten           | 1990-2003 | Bayer 04 Leverkusen (182) | 350    | 0,52  | 182  |
| 8    | Stefan Kuntz          | 1983-1999 | VfL Bochum (47), KFC Uerdingen 05 (32), 1. FC Kaiserslautern (75), DSC Arminia Bielefeld (25)                                      | 449    | 0,40  | 179  |
| 9    | Dieter Müller         | 1973-1986 | Kickers Offenbach (0), 1. FC Cologne (152), VfB Stuttgart (14), 1. FC Sarrebruck (4)                                               | 303    | 0,58  | 177  |
| 10   | Klaus Allofs          | 1975-1993 | Fortuna Düsseldorf (71), 1. FC Cologne (88), Werder Brême (18)                                                                     | 424    | 0,42  | 177  |
| 11   | Mario Gómez           | 2004-2019 | VfB Stuttgart (78), Bayern Munich (75), VfL Wolfsburg (17)                                                                         | 328    | 0,52  | 170  |
| 12   | Hannes Löhr           | 1964-1977 | 1. FC Cologne (166) | 381    | 0,44  | 166  |
| 13   | Karl-Heinz Rummenigge | 1974-1984 | Bayern Munich (162) | 310    | 0,52  | 162  |
| 14   | Bernd Hölzenbein      | 1967-1981 | Eintracht Francfort (160) | 420    | 0,38  | 160  |
| 15   | Fritz Walter          | 1983-1996 | SV Waldhof Mannheim (55), VfB Stuttgart (102), DSC Arminia Bielefeld (0)                                                           | 348    | 0,45  | 157  |
| 16   | Marco Reus            | 2009-2024 | Borussia Mönchengladbach (36), Borussia Dortmund (120)                                                                             | 390    | 0,40  | 156  |
| 17   | Thomas Müller         | 2008-2025 | Bayern Munich (150) | 503    | 0,30  | 150  |
| 18   | Thomas Allofs         | 1978-1992 | Fortuna Düsseldorf (57), 1. FC Kaiserslautern (61), 1. FC Cologne (30)                                                             | 378    | 0,39  | 148  |
| 19   | Stefan Kießling       | 2002-2018 | 1. FC Nuremberg (13), Bayer 04 Leverkusen (131)                                                                                    | 403    | 0,36  | 144  |
| 20   | Bernd Nickel (en)     | 1968-1983 | Eintracht Francfort (141) | 426    | 0,33  | 141  |
| 21   | Uwe Seeler            | 1963-1972 | Hambourg SV (137) | 239    | 0,57  | 137  |
| 22   | Horst Hrubesch        | 1975-1985 | Rot-Weiss Essen (38), Hambourg SV (96), Borussia Dortmund (2)                                                                      | 224    | 0,61  | 136  |
| 23   | Giovane Élber         | 1994-2005 | VfB Stuttgart (41), Bayern Munich (92), Borussia Mönchengladbach (0)                                                               | 260    | 0,51  | 133  |
| 24   | Rudi Völler           | 1980-1996 | TSV 1860 Munich (9), Werder Brême (97), Bayer 04 Leverkusen (26)                                                                   | 232    | 0,57  | 132  |
| 25   | Michael Zorc          | 1981-1998 | Borussia Dortmund (131) | 463    | 0,28  | 131  |
| 26   | Karl Allgöwer         | 1980-1991 | VfB Stuttgart (129) | 338    | 0,38  | 129  |
| 27   | Dieter Hoeness        | 1977-1987 | VfB Stuttgart (25), Bayern Munich (102)                                                                                            | 288    | 0,44  | 127  |
| 28   | Vedad Ibišević        | 2006-     | Alemannia Aachen (6), TSG 1899 Hoffenheim (43), VfB Stuttgart (33), Hertha BSC (45), Schalke 04 (0)                                | 343    | 0,37  | 127  |
| 29   | Andrej Kramarić       | 2016-     | TSG 1899 Hoffenheim (126) | 285    | 0,44  | 126  |
| 30   | Martin Max            | 1989-2004 | Borussia Mönchengladbach (22), Schalke 04 (33), TSV 1860 Munich (51), FC Hansa Rostock (20)                                        | 396    | 0,32  | 126  |
| 31   | Georg Volkert (en)    | 1965-1981 | 1. FC Nuremberg (37), Hambourg SV (62), VfB Stuttgart (26)                                                                         | 410    | 0,30  | 125  |
| 32   | Frank Mill            | 1976-1996 | Rot-Weiss Essen (3), Borussia Mönchengladbach (71), Borussia Dortmund (47), Fortuna Düsseldorf (2)                                 | 387    | 0,32  | 123  |
| 33   | Herbert Laumen (en)   | 1965-1974 | Borussia Mönchengladbach (97), Werder Brême (18), 1. FC Kaiserslautern (6)                                                         | 267    | 0,45  | 121  |
| 34   | Miroslav Klose        | 2000-2011 | 1. FC Kaiserslautern (44), Werder Brême (53), Bayern Munich (24)                                                                   | 307    | 0,39  | 121  |
| 35   | Lothar Matthäus       | 1979-2000 | Borussia Mönchengladbach (36), Bayern Munich (85)                                                                                  | 464    | 0,26  | 121  |
| 36   | Roland Wohlfarth      | 1981-1997 | MSV Duisbourg (1), Bayern Munich (119), VfL Bochum (0)                                                                             | 287    | 0,42  | 120  |
| 37   | Bernd Rupp (en)       | 1965-1974 | Borussia Mönchengladbach (50), Werder Brême (23), 1. FC Cologne (46)                                                               | 274    | 0,43  | 119  |
| 38   | Ronald Worm           | 1972-1985 | MSV Duisbourg (71), Eintracht Brunswick (48)                                                                                       | 280    | 0,43  | 119  |
| 39   | Pierre Littbarski     | 1978-1993 | 1. FC Cologne (116) | 406    | 0,29  | 116  |
| 40   | Lothar Emmerich       | 1963-1969 | Borussia Dortmund (115) | 183    | 0,63  | 115  |
| 41   | Reiner Geye (en)      | 1971-1986 | Fortuna Düsseldorf (66), 1. FC Kaiserslautern (47)                                                                                 | 485    | 0,23  | 113  |
| 42   | Kevin Kurányi         | 2001-2010 | VfB Stuttgart (40), Schalke 04 (71), TSG 1899 Hoffenheim (0)                                                                       | 275    | 0,40  | 111  |
| 43   | Jürgen Klinsmann      | 1984-1997 | VfB Stuttgart (79), Bayern Munich (31)                                                                                             | 221    | 0,50  | 110  |
| 44   | Andreas Möller        | 1986-2004 | Eintracht Francfort (33), Borussia Dortmund (71), Schalke 04 (6)                                                                   | 429    | 0,26  | 110  |
| 45   | Jürgen Grabowski      | 1965-1980 | Eintracht Francfort (109) | 441    | 0,25  | 109  |
| 46   | Klaus Toppmöller      | 1973-1979 | 1. FC Kaiserslautern (108) | 204    | 0,53  | 108  |
| 47   | Fredi Bobic           | 1994-2005 | VfB Stuttgart (69), Borussia Dortmund (17), Hanovre 96 (14), Hertha BSC (8)                                                        | 285    | 0,38  | 108  |
| 48   | Uwe Rahn              | 1980-1993 | Borussia Mönchengladbach (81), 1. FC Cologne (13), Hertha BSC (5), Fortuna Düsseldorf (5), Eintracht Francfort (3)                 | 318    | 0,34  | 107  |
| 49   | Aílton                | 1998-2007 | Werder Brême (88), Schalke 04 (14), Hambourg SV (3), MSV Duisbourg (1)                                                             | 219    | 0,48  | 106  |
| 50   | Stéphane Chapuisat    | 1991-1999 | KFC Uerdingen 05 (4), Borussia Dortmund (102)                                                                                      | 228    | 0,46  | 106  |
| 51   | Christian Schreier    | 1981-1992 | VfL Bochum (35), Bayer 04 Leverkusen (63), Fortuna Düsseldorf (8)                                                                  | 331    | 0,32  | 106  |
| 52   | Bruno Labbadia        | 1987-2000 | Hambourg SV (11), 1. FC Kaiserslautern (20), Bayern Munich (28), 1. FC Cologne (15), Werder Brême (18), DSC Arminia Bielefeld (11) | 328    | 0,31  | 103  |
| 53   | Timo Werner           | 2013-     | VfB Stuttgart (13), RB Leipzig (89)                                                                                                | 256    | 0,4   | 102  |
| 54   | Marco Bode            | 1989-2002 | Werder Brême (101) | 379    | 0,27  | 101  |
| 55   | Thomas von Heesen     | 1980-1997 | Hambourg SV (99), DSC Arminia Bielefeld (1)                                                                                        | 378    | 0,26  | 100  |

### Les meilleurs buteurs en activité
Le tableau ci-dessous présente les dix meilleurs buteurs du championnat d'Allemagne encore en activité et évoluant cette saison en Bundesliga.
| Rang | Joueur              | Club actuel         | Matchs | Ratio | Buts |
| ---- | ------------------- | ------------------- | ------ | ----- | ---- |
| 1    | Andrej Kramarić     | TSG 1899 Hoffenheim | 285    | 0,44  | 126  |
| 2    | Timo Werner         | RB Leipzig          | 256    | 0,4   | 102  |
| 3    | Serge Gnabry        | Bayern Munich       | 242    | 0,38  | 91   |
| 4    | Patrik Schick       | Bayer 04 Leverkusen | 143    | 0,52  | 74   |
| 5    | Julian Brandt       | Borussia Dortmund   | 354    | 0,2   | 70   |
| 6    | Vincenzo Grifo      | SC Fribourg         | 273    | 0,24  | 66   |
| 7    | Mario Götze         | Eintracht Francfort | 317    | 0,21  | 66   |
| 8    | Serhou Guirassy     | Borussia Dortmund   | 101    | 0,63  | 64   |
| 9    | Harry Kane          | Bayern Munich       | 63     | 0,98  | 62   |
| 10   | Michael Gregoritsch | SC Fribourg         | 270    | 0,22  | 59   |

Les joueurs suivants ont marqué plus de cinquante buts dans le championnat d'Allemagne mais n'y jouent plus actuellement :
Robert Lewandowski (312, Espagne), Marco Reus (156, États-Unis), Thomas Müller (150, Canada), Pierre-Emerick Aubameyang (98, France), Anthony Modeste (85, libre), Kevin Volland (80, 3.Liga), Lukas Podolski (70, Pologne), Edin Džeko (66, Italie), Wout Weghorst (66, Pays-Bas), Eric Maxim Choupo-Moting (66, États-Unis), Erling Haaland (62, Angleterre), Alassane Pléa (58, Pays-Bas), Niclas Füllkrug (56, Angleterre) et Leroy Sané (51, Turquie).

## Palmarès

### Palmarès par édition
Ce tableau retrace les meilleurs buteurs du Championnat d'Allemagne de football par saison depuis sa création en 1963.
Le record de buts sur une saison est détenu par Robert Lewandowski avec 41 buts inscrits avec le Bayern Munich lors de la saison 2020-2021.
| Saison    | Joueur                             | Club                                    | Buts |
| --------- | ---------------------------------- | --------------------------------------- | ---- |
| 1963-1964 | Uwe Seeler                         | Hambourg SV                             | 30   |
| 1964-1965 | Rudi Brunnenmeier                  | TSV 1860 Munich                         | 24   |
| 1965-1966 | Lothar Emmerich                    | Borussia Dortmund                       | 31   |
| 1966-1967 | Lothar Emmerich Gerd Müller        | Borussia Dortmund Bayern Munich         | 28   |
| 1967-1968 | Hannes Löhr                        | FC Cologne                              | 27   |
| 1968-1969 | Gerd Müller                        | Bayern Munich                           | 30   |
| 1969-1970 | Gerd Müller                        | Bayern Munich                           | 38   |
| 1970-1971 | Lothar Kobluhn                     | Rot-Weiss Oberhausen                    | 24   |
| 1971-1972 | Gerd Müller                        | Bayern Munich                           | 40   |
| 1972-1973 | Gerd Müller                        | Bayern Munich                           | 36   |
| 1973-1974 | Jupp Heynckes Gerd Müller          | Borussia Mönchengladbach Bayern Munich  | 30   |
| 1974-1975 | Jupp Heynckes                      | Borussia Mönchengladbach                | 27   |
| 1975-1976 | Klaus Fischer                      | FC Schalke 04                           | 29   |
| 1976-1977 | Dieter Müller                      | FC Cologne                              | 34   |
| 1977-1978 | Dieter Müller Gerd Müller          | FC Cologne Bayern Munich                | 24   |
| 1978-1979 | Klaus Allofs                       | Fortuna Düsseldorf                      | 22   |
| 1979-1980 | Karl-Heinz Rummenigge              | Bayern Munich                           | 26   |
| 1980-1981 | Karl-Heinz Rummenigge              | Bayern Munich                           | 29   |
| 1981-1982 | Horst Hrubesch                     | Hambourg SV                             | 27   |
| 1982-1983 | Rudi Völler                        | Werder Brême                            | 23   |
| 1983-1984 | Karl-Heinz Rummenigge              | Bayern Munich                           | 26   |
| 1984-1985 | Klaus Allofs                       | FC Cologne                              | 26   |
| 1985-1986 | Stefan Kuntz                       | VfL Bochum                              | 22   |
| 1986-1987 | Uwe Rahn                           | Borussia Mönchengladbach                | 24   |
| 1987-1988 | Jürgen Klinsmann                   | VfB Stuttgart                           | 19   |
| 1988-1989 | Roland Wohlfarth Thomas Allofs     | Bayern Munich FC Cologne                | 17   |
| 1989-1990 | Jørn Andersen                      | Eintracht Francfort                     | 18   |
| 1990-1991 | Roland Wohlfarth                   | Bayern Munich                           | 21   |
| 1991-1992 | Fritz Walter                       | VfB Stuttgart                           | 22   |
| 1992-1993 | Anthony Yeboah Ulf Kirsten         | Eintracht Francfort Bayer 04 Leverkusen | 20   |
| 1993-1994 | Anthony Yeboah Stefan Kuntz        | Eintracht Francfort FC Kaiserslautern   | 18   |
| 1994-1995 | Heiko Herrlich Mario Basler        | Borussia Mönchengladbach Werder Brême   | 20   |
| 1995-1996 | Fredi Bobic                        | VfB Stuttgart                           | 17   |
| 1996-1997 | Ulf Kirsten                        | Bayer 04 Leverkusen                     | 22   |
| 1997-1998 | Ulf Kirsten                        | Bayer 04 Leverkusen                     | 22   |
| 1998-1999 | Michael Preetz                     | Hertha BSC                              | 23   |
| 1999-2000 | Martin Max                         | TSV 1860 Munich                         | 19   |
| 2000-2001 | Sergej Barbarez Ebbe Sand          | Hambourg SV FC Schalke 04               | 22   |
| 2001-2002 | Martin Max Amoroso                 | TSV 1860 Munich Borussia Dortmund       | 18   |
| 2002-2003 | Giovane Élber Thomas Christiansen  | Bayern Munich VfL Bochum                | 21   |
| 2003-2004 | Aílton                             | Werder Brême                            | 28   |
| 2004-2005 | Marek Mintál                       | FC Nuremberg                            | 24   |
| 2005-2006 | Miroslav Klose                     | Werder Brême                            | 25   |
| 2006-2007 | Theofánis Gekas                    | VfL Bochum                              | 20   |
| 2007-2008 | Luca Toni                          | Bayern Munich                           | 24   |
| 2008-2009 | Grafite                            | VfL Wolfsburg                           | 28   |
| 2009-2010 | Edin Džeko                         | VfL Wolfsburg                           | 22   |
| 2010-2011 | Mario Gómez                        | Bayern Munich                           | 28   |
| 2011-2012 | Klaas-Jan Huntelaar                | FC Schalke 04                           | 29   |
| 2012-2013 | Stefan Kießling                    | Bayer 04 Leverkusen                     | 25   |
| 2013-2014 | Robert Lewandowski                 | Borussia Dortmund                       | 20   |
| 2014-2015 | Alexander Meier                    | Eintracht Francfort                     | 19   |
| 2015-2016 | Robert Lewandowski                 | Bayern Munich                           | 30   |
| 2016-2017 | Pierre-Emerick Aubameyang          | Borussia Dortmund                       | 31   |
| 2017-2018 | Robert Lewandowski                 | Bayern Munich                           | 29   |
| 2018-2019 | Robert Lewandowski                 | Bayern Munich                           | 22   |
| 2019-2020 | Robert Lewandowski                 | Bayern Munich                           | 34   |
| 2020-2021 | Robert Lewandowski                 | Bayern Munich                           | 41   |
| 2021-2022 | Robert Lewandowski                 | Bayern Munich                           | 35   |
| 2022-2023 | Christopher Nkunku Niclas Füllkrug | RB Leipzig Werder Brême                 | 16   |
| 2023-2024 | Harry Kane                         | Bayern Munich                           | 36   |
| 2024-2025 | Harry Kane                         | Bayern Munich                           | 26   |

- Soulier d'or européen cette saison là.

### Palmarès par joueur
L'Allemand Gerd Müller et le Polonais Robert Lewandowski comptent chacun sept titres de meilleur buteur du championnat d'Allemagne.
Ce dernier a d'ailleurs remporté cinq titres successivement.
| Rang | Joueur                | Titres | Club(s)                          |
| ---- | --------------------- | ------ | -------------------------------- |
| 1    | Gerd Müller           | 7      | Bayern Munich                    |
| 1    | Robert Lewandowski    | 7      | Borussia Dortmund, Bayern Munich |
| 3    | Karl-Heinz Rummenigge | 3      | Bayern Munich                    |
| 3    | Ulf Kirsten           | 3      | Bayer 04 Leverkusen              |
| 5    | Lothar Emmerich       | 2      | Borussia Dortmund                |
| 5    | Jupp Heynckes         | 2      | Borussia Mönchengladbach         |
| 5    | Dieter Müller         | 2      | FC Cologne                       |
| 5    | Klaus Allofs          | 2      | FC Cologne                       |
| 5    | Roland Wohlfarth      | 2      | Bayern Munich                    |
| 5    | Stefan Kuntz          | 2      | VfL Bochum, FC Kaiserslautern    |
| 5    | Anthony Yeboah        | 2      | Eintracht Francfort              |
| 5    | Martin Max            | 2      | TSV 1860 Munich                  |
| 5    | Harry Kane            | 2      | Bayern Munich                    |

* titre partagé par deux joueurs ou plus.

### Palmarès par club
Le Bayern Munich a eu vingt-trois fois dans son équipe le meilleur buteur du championnat d'Allemagne dont cinq fois successivement (de 2018 à 2022).
| Rang | Club                     | Titres | Joueurs |
| ---- | ------------------------ | ------ | --- |
| 1    | Bayern Munich            | 23     | Gerd Müller* (x7), Karl-Heinz Rummenigge (x3), Roland Wohlfarth* (×2), Giovane Élber*, Luca Toni, Mario Gómez, Robert Lewandowski (x6), Harry Kane (x2) |
| 2    | FC Cologne               | 5      | Hannes Löhr, Dieter Müller* (×2), Klaus Allofs* (×2) |
| 2    | Borussia Dortmund        | 5      | Lothar Emmerich* (×2), Amoroso*, Robert Lewandowski, Pierre-Emerick Aubameyang                                                                          |
| 2    | Werder Brême             | 5      | Rudi Völler, Mario Basler*, Aílton, Miroslav Klose, Niclas Füllkrug*                                                                                    |
| 5    | Borussia Mönchengladbach | 4      | Jupp Heynckes* (×2), Uwe Rahn, Heiko Herrlich* |
| 5    | Bayer 04 Leverkusen      | 4      | Ulf Kirsten* (x3), Stefan Kießling |
| 5    | Eintracht Francfort      | 4      | Jørn Andersen, Anthony Yeboah* (×2), Alexander Meier |
| 8    | VfB Stuttgart            | 3      | Jürgen Klinsmann, Fritz Walter, Fredi Bobic |
| 8    | Hambourg SV              | 3      | Uwe Seeler, Horst Hrubesch, Sergej Barbarez* |
| 8    | TSV 1860 Munich          | 3      | Rudi Brunnenmeier, Martin Max* (×2) |
| 8    | VfL Bochum               | 3      | Stefan Kuntz, Thomas Christiansen*, Theofánis Gekas |
| 8    | FC Schalke 04            | 3      | Klaus Fischer, Ebbe Sand*, Klaas-Jan Huntelaar |

* titre partagé par deux joueurs ou plus.

### Palmarès par pays
L'Allemagne a eu quarante-sept fois l'un de ses représentants titré meilleur buteur du championnat d'Allemagne.
| Rang | Pays               | Titres | Joueurs |
| ---- | ------------------ | ------ | --- |
| 1    | Allemagne          | 47     | Uwe Seeler, Rudi Brunnenmeier, Lothar Emmerich* (×2), Gerd Müller* (x7), Hannes Löhr, Lothar Kobluhn, Jupp Heynckes* (×2), Klaus Fischer, Dieter Müller* (×2), Klaus Allofs (×2), Karl-Heinz Rummenigge (x3), Horst Hrubesch, Rudi Völler, Stefan Kuntz* (×2), Uwe Rahn, Jürgen Klinsmann, Roland Wohlfarth* (×2), Thomas Allofs*, Fritz Walter, Ulf Kirsten* (x3), Heiko Herrlich*, Mario Basler*, Fredi Bobic, Michael Preetz, Martin Max (×2), Miroslav Klose, Mario Gómez, Stefan Kießling, Alexander Meier, Niclas Füllkrug* |
| 2    | Pologne            | 7      | Robert Lewandowski (x7) |
| 3    | Brésil             | 4      | Amoroso*, Giovane Élber*, Aílton, Grafite |
| 4    | Ghana              | 2      | Anthony Yeboah* (×2) |
| 4    | Bosnie-Herzégovine | 2      | Sergej Barbarez*, Edin Džeko |
| 4    | Angleterre         | 2      | Harry Kane (×2) |

* titre partagé par deux joueurs ou plus.